# Abd al-Madżid al-Ka’ud
Abd al-Madżid al-Ka’ud, arab. ‏عبد المجيد القعود‎ (ur. 1943, zm. 4 marca 2021) – polityk libijski, od 29 stycznia 1994 do 29 grudnia 1997 sekretarz Generalnego Komitetu Ludowego – premier Libii.